# All Star Game maschile di pallavolo 1991
L'All Star Game maschile di pallavolo 1991 fu la 2ª edizione della manifestazione organizzata dalla FIPAV.

## Regolamento
Alla manifestazione presero parte due squadre createsi apposta per l'evento, l'Europa e il Resto del Mondo.
Queste due squadre sono composte, in questa edizione, dai giocatori stranieri e italiani presenti nel campionato italiano 1990-1991.
Venne disputata una partita unica. La gara si svolse a Modena, sede della manifestazione.